# Бурханов, Акмал Эшондедаевич
Акма́л Бурха́нов Эшондеда́евич (узб. Akmal Burxanov Eshondedayevich) — узбекский общественный и политический деятель, депутат Законодательной палаты Олий Мажлиса Республики Узбекистан III созыва, Председатель общенационального движения «Юксалиш» (2019—2020), с 14 июля 2020 года Директор Агентства по противодействию коррупции Республики Узбекистан.

## Биография
Родился 26 мая 1981 года в городе Наманган.
В 2001 году окончил с отличием Ташкентский государственный юридический институт (ТГЮИ), получив степень бакалавра. По окончании вуза поступил на работу в Министерство юстиции.
В 2001—2008 гг. занимал различные позиции в Министерстве юстиции.
В 2003 году окончил с отличием магистратуру ТГЮИ.
В 2007 году окончил магистратуру Нагойского университета..
В 2006 году проходил стажировку в японской компании «Toyota Gosei».
В 2009 году проходил стажировку в Российской правовой академии.
В 2009—2015 гг. занимал должность исполнительного директора — заместителя генерального представителя представительства Нагойского университета в Узбекистане.
В 2014 году избран депутатом Законодательной палаты Олий Мажлиса Республики Узбекистан.
Член Комитета по международным делам и межпарламентским связям.
С 2015 года член межпарламентской группы «Узбекистан-Япония». Член Парламентской ассамблеи ОБСЕ. Член межпарламентской группы «Узбекистан — США»
В феврале 2017 года назначен исполнительным директором Центра «Стратегия развития».
С 2017 года член Парламентской комиссии по поддержке институтов гражданского общества.
С 2018 года член Консультативного совета по развитию гражданского общества при Президенте Республики Узбекистан.
В 2019 году избран депутатом Законодательной палаты Олий Мажлиса Республики Узбекистан на второй срок.
С 2020 года член Общественного совета Агентства развития государственной службы при Президенте Республики Узбекистан.
В 2023 году Получил научную степень Доктора юридических наук (Doctor of Science).

## Награды
- Нагрудный знак «O‘zbekiston mustaqilligiga 25 yil» (2016)
- Нагрудный знак «O‘zbekiston konstitutsiyasiga 25 yil» (2017)
- Медаль «Шухрат» (2018)[4]
- Нагрудный знак «O‘zbekiston konstitutsiyasiga 30 yil» (2021)
- Памятный знак «O‘zbekiston Respublikasi qurolli kuchlariga 30 yil» (2022)
- Памятный знак «O‘zbekiston prokuraturasiga 30 yil» (2022)
- Памятный знак «Davlat bojxona xizmatiga 30 yil» (2022)